# مقاطعة جاندار
مقاطعة جاندار هي تقسيم إداري في ولاية بخارى في أوزبكستان. مركزها مدينة جاندار.